# 會津美里町
會津美里町（日语：／ Aizumisato machi */?）是福島縣大沼郡的一町。設立于2005年10月1日，由会津高田町、会津本鄉町、新鶴村合併成立。